# Texas Hold 'Em (canción de Beyoncé)
«Texas Hold 'Em» es una canción de la cantante estadounidense Beyoncé. Fue lanzada el 11 de febrero de 2024 a través de Parkwood Entertainment y Columbia Records como sencillo coprincipal de su octavo álbum de estudio, Cowboy Carter (2024), siendo publicada simultáneamente junto con «16 Carriages», durante los cortes comerciales del Super Bowl LVIII. Titulado en referencia al juego de póker, «Texas Hold 'Em» es un tema country pop y western de ritmo rápido que contiene elementos de folk y soul. 
Críticos musicales elogiaron «Texas Hold 'Em» por su tonalidad juguetona, sonido auténtico, la interpretación vocal de Beyoncé, y su celebración a los orígenes negros de la música country. La canción también causó debate sobre el lugar que los músicos negros ocupan en el género, incrementando la audiencia tanto de los artistas afroamericanos country como de la radio country en general, y auspició el reclamo de la cultura vaquera por quienes han sido excluidos de ella.
«Texas Hold 'Em» debutó en la primera posición del listado Billboard Hot Country Songs, convirtiendo a Beyoncé en la primera artista femenina negra alcanzando el número uno con un tema country y la primera artista en general en liderar siete listados de Billboard. Adicionalmente, consiguió el primer puesto en la región flamenca de Bélgica, Canadá, Croacia, Irlanda, Islandia, Nueva Zelanda, Países Bajos y Reino Unido, así también del listado principal de Estados Unidos, el Billboard Hot 100.

## Antecedentes y lanzamiento
Durante el Super Bowl LVIII, Beyoncé protagonizó un comercial con el actor Tony Hale para Verizon. Su aparición fue insinuada por la compañía días antes del evento con teasers referenciado sus sexto y séptimo álbumes de estudio, Lemonade (2016) y Renaissance (2022), respectivamente. Al final del video publicitario, la cantante indica: «De acuerdo, están listos. Suelta la música», generando intriga sobre la segunda entrega de su proyecto musical de trilogía.
A la par, Beyoncé anunció a través de su cuenta oficial de Instagram su octavo álbum de estudio, Cowboy Carter, titulado tentativamente como «Act II» en ese entonces y con fecha de publicación para el 29 de marzo de 2024, mediante un avance que muestra a una mujer encendiendo un automóvil con una matrícula en la que se puede leer «Texas Hold 'Em». Mientras conduce a través de un camino desértico, pasa a un lado de un grupo de hombres observando una valla publicitaria con el mismo eslogan de la matrícula del auto y con Beyoncé en una pose seductora, mientras comienzan a sonar los primeros segundos de la canción. Durante la continuación del partido del Super Bowl, la cantante lanzó los dos sencillos promocionales del Act II en plataformas digitales, «Texas Hold 'Em» y «16 Carriages».

## Composición
Titulada en referencia al juego de póker, «Texas Hold 'Em» es una canción country pop y western de ritmo rápido, con elementos de folk y soul. Contiene un «floreo rápido» de banjo y una introducción de guitarra acústica que evoluciona a un ritmo «de pisada rápida». Page Six asoció la canción con referencias de música country a «Daddy Lessons», del sexto álbum de estudio de Beyoncé, Lemonade. Chris Willman, de Variety, también reflejó que el tema se asocia musicalmente con «Daddy Lessons» por su sonido «juguetón», con «la apertura del banjo dando paso a un ritmo serio, es fácil imaginar que tiene lugar un baile en línea».
El tema fue escrito por la propia Beyoncé con Elizabeth Lowell Boland, Megan Bülow y Raphael Saadiq; la producción corrió a cargo de la cantante con Brian Bates y Nathan Ferraro. La canción presenta referencias a la música country con banjo, guitarra acústica y viola, ejecutados por Rhiannon Giddens, quien ha advocado por la reclamación de dichos instrumentos de origen negro en el género musical campirano.

## Recepción de la crítica
«Texas Hold 'Em» recibió en su mayoría respuestas positivas de la crítica especializada. En la reseña para Variety, Chris Willman describió al tema como uno «abarcante y trascendental» que actúa como atrevimiento radical hacia «un territorio inexplorado», con Beyoncé reclamando la música country como un género musical negro. Willman hizo notar que en lugar de realizar «turismo musical genérico», la cantante está llevando a cabo un serio y auténtico acercamiento a la música country, ejerciendo su «derecho natural» de adentrarse en sus raíces como una nativa de Texas. Ben Beaumont-Thomas de The Guardian admiró los «arraigados y auténticos» arreglos country performativos tanto vocales como instrumentales en la canción, así como la inclusión de Rhiannon Giddens que resalta su trabajo para el entendimiento de los oyentes sobre como instrumentos, tal como lo es el banjo, fue originado por músicos negros.
En un artículo para Time, Taylor Crumpton escribió que la presencia de Beyoncé en la música country es la «señalización del nacimiento de una nueva era» en la cual «quienes continuamente han llevado el legado del alma y sentimiento del country» son celebrados. Crumpton también comentó cómo, en lugar de moldearse a sí misma al gusto de los "puristas" de la música country, Beyoncé siempre ha sido «country toda su vida», creciendo en una comunidad llena de «intercambio cultural entre negros, texanos y comunidades indígenas». Craig Jenkins de Vulture elogió la manera «espinosa» en la que la canción «juega con una pila de clichés country, como la habilidad adquirida en juegos de cartas y dive bars, pero bombardeadas con lírica que haría a la audiencia del Grand Ole Opry sudar».
Escribiendo para Consequence, Mary Siroky proclamó a «Texas Hold 'Em» como su temprana «canción del verano» del año mientras aclamó la «inimitable» interpretación vocal de Beyoncé. Kyle Denis de Billboard también elogió la «apasionada interpretación vocal» de la cantante, así como las «harmonías hábiles» y la poderosa instrumentación del tema. Will Hodgkinson de The Times consideró al tema como «bueno» y resaltó la «melodía extremadamente pegajosa». Nadine Smith de Pitchfork apreció como la canción unió los «mundos paralelos» de los géneros country y soul a través de sus colaboradores, pero criticó los intentos de «jornadas laborales relacionables» en la letra y la producción de «comercial de vehículos». Chris Richards de The Washington Post percibió el resultado como «plano, poco ingenioso, innecesario, inseguro y anticuado» para los estándares de Beyoncé.

## Impacto

### Artistas negros en la música country
El lanzamiento de «Texas Hold 'Em» enfocó a diversos músicos afroamericanos en el género country e impulsó su escucha, de acuerdo a Crumpton de Time. Dichos artistas incluyen a Adia Victoria, Amri Unplugged, Brittney Spencer, Mickey Guyton, Reyna Roberts, Rissi Palmer, Sacha y Tanner Adell. Organizaciones de country afroamericano, tal como Black Opry, también recibieron un significante aumento de seguidores, mientras que la multinstrumentalista Rhiannon Giddens contó con una creciente de interés sobre su trabajo. Daisy Woodward de BBC escribió que el acercamiento público de Beyoncé a la música country «galvaniza» la reclamación de la cultura vaquera para aquellos que fueron excluidos de la misma, y subvierte la imagen tradicional de los vaqueros.
Andrea Williams abarcó en un artículo para The Tennessean como Beyoncé «ha abierto las puertas» para distintas demografías y a su vez probando que los cantautores y músicos negros pertenecen al género, celebrando su aportación y permitiendo que reciban «sus respectivos créditos y reconocimiento». Williams escribió además que la población afroamericana es generalmente «relegada de la creación de música country» y que probablemente «han estado esperando la oportunidad de participar en el género que sus ancestros ayudaron a construir, y de no ser juzgados por ser demasiado "urbanos" por los estudios de Nashville». En un análisis para la revista American Songwriter, Thom Donovan reportó que la aceptación de la música country hacia el hip hop fue «la progresión natural», y que «Texas Hold 'Em» es más que una «divertida metáfora; es parte del mayor arco del trabajo de Beyoncé en celebrar el legado de artistas negros». Donovan indica que la cantante así como lo hizo en Renaissance, el primer acto de su proyecto musical de trilogía, recuerda a los oyentes que la música country es otro tipo de música bailable.
En una entrevista para The Washington Post, la autora y compositora Alice Randall afirmó que Beyoncé está «otorgando exposición y construyendo en una profunda tradición», la cual comenzó con Modern Sounds in Country and Western Music de Ray Charles, destacando que «[Beyoncé] está por llevarla incluso más lejos si los trabajos que ha realizado en country son algún indicativo», incluso de Charles no ser laureado por el género musical en su momento.

### Popularidad y accesibilidad a la música country
El locutor de SiriusXM, Mike Muse, comentó en Good Morning America que «Texas Hold 'Em» está iniciando «conversaciones globales» y «discursos sociales» sobre la música country e incrementando el interés por parte del público en general. De acuerdo a Jared Evitts de BBC News, la música country de Beyoncé podría «abrir las fronteras» internacionalmente para artistas del género. La editora musical de The Independent, Rosie O'Connor, denominó a la canción como un «punto de inflexión» para la música country, ampliando el género hacia nuevas audiencias.

#### Estaciones de radio
Promotores de estaciones de radio de música country mostraron su emoción sobre las altas posibilidades de «Texas Hold 'Em» en atraer nuevas audiencias. Mike Levine de Go Country 105 declaró que «cualquier motivo que haga el country más llamativo es asombroso, es tan fantástico», mientras que el gerente programador de 93Q Country, Travis Moon, dijo que «esto es emocionante no solo para la radio country, pero para los artistas y su legado que ella ha hecho durante toda su carrera». Moon notó que en lugar de encajar en una «vibra» específica, el tema musical tiene un nuevo sonido «fresco y emocionante», agregando que «solo por la manera en la que la canción está construida, las voces son increíbles, la instrumentación es fantástica. Combina tan bien con lo que se maneja en nuestra estación de radio».
El jefe de programación y presidente de iHeartMedia, Tom Poleman, externó su entusiasmo de reproducir «Texas Hold 'Em» en las estaciones de iHeartRadio, describiendo a Beyoncé como una «innovadora» que «continúa retando los límites creativos de la música». Johnny Chiang, quien funge como director y programador de country en SiriusXM, también mostró su interés añadiendo el tema a las estaciones country de Pandora, revelando a Variety que «es una buena canción, y una auténtica canción moderna de country. Y ella es icónica, así que no hay duda... esto no es más que benefactor para nuestro formato».

#### Respuesta de artistas country
El ícono de la música country, Dolly Parton, elogió a Beyoncé como «hermosa y fantástica» mientras reconocía el impacto de la canción sobre el panorama musical. Parton continuó enalteciendo a la cantante en redes sociales, publicando una imagen acompañada de un texto en el que escribía: «Soy una gran fanática de Beyoncé y estoy muy emocionada que [ella] esté haciendo un álbum country. Así que, ¡felicitaciones por tu primer sencillo número uno en el Billboard Hot Country Songs! ¡No puedo esperar a escuchar el álbum completo!». La cantautora Lainey Wilson manifestó su emoción sobre la incursión de Beyoncé en el country, revelando a Billboard: «Me encanta. Cuánto mas, mejor. La música country es narrativa y Beyoncé sabe como contar una historia, así que creo es fantástico y es fantástico también para el género. Todos quieren sentirse en casa y la música country te hace sentir en casa, así que, Beyoncé, ven a casa». Darius Rucker, vocalista de la banda Hootie & the Blowfish, expresó ser fanático de la introducción de Beyoncé en el country y denominó al tema como «una gran canción». La cantante y compositora, Maren Morris, describió a «Texas Hold 'Em» como «una importante declaración», enalteciendo a Beyoncé por «reclamar la música country de vuelta a los músicos afroamericanos».

## Controversia
Una estación de radio de música country causó controversia al rechazar la solicitud de un radioescucha para reproducir «Texas Hold 'Em», generando un gran debate sobre el lugar que se les adjudica a músicos afroamericanos en el género. Después de la publicación de los sencillos «Texas Hold 'Em» y «16 Carriages», estos fueron enviados a estaciones de pop, Hot y Urban AC, rhytmic y country. En las primeras 24 horas de lanzamiento de ambos sencillos, solamente ocho de ciento cincuenta estaciones consideradas para el conteo Billboard Country Airplay Chart reprodujeron «Texas Hold 'Em», mientras que ninguna estación reprodujo «16 Carriages».
El 13 de febrero de 2024, un oyente de la estación de country KYKC, parte de Oklahoma S.C.O.R.E., contactó a la cabina para solicitar «Texas Hold 'Em». El gerente general, Roger Harris, respondió vía correo electrónico que «no reproducimos música de Beyoncé en KYKC porque somos una estación de música country». La respuesta se volvió viral y generó indignación en redes sociales en contra de las estaciones country, logrando que los fanáticos inundaran de solicitudes a cabina para reproducir la canción y que el hashtag #Beyonceiscountry fuera tendencia en Twitter. Después de añadir el tema musical en rotación, un representante de S.C.O.R.E. respondió a las acusaciones de boicot y racismo en contra de la música de la cantante mediante una declaratoria, la cual redactaba: «somos una pequeña estación de mercado. No estamos en posición de destruir o ayudar a un artista en gran medida, por lo que la canción debe ser solicitada más para que la podamos añadir. Pero amamos a Beyoncé aquí. Reproducimos su música en nuestras otras estaciones [de top 40 y adulto contemporáneo], pero aun no la reproducimos en la estación country porque apenas lanzó música recientemente». La estación continuó aclarando la situación más adelante, indicando que no sabían que era del género country hasta que miembros del personal la escucharon, y subsecuentemente la agregaron a la lista de reproducción.

## Rendimiento comercial

### Estados Unidos
En Estados Unidos, «Texas Hold 'Em» debutó en la posición 54 del Billboard Country Airplay Chart, con 1.1 millones en audiencia a través de cien estaciones, convirtiéndose en la primera entrada de Beyoncé en el listado. La canción también realizó una entrada en el puesto número 38 del conteo Pop Airplay Chart, con reproducciones en 98 listas de popularidad equivalentes a 1.3 millones en alcance del formato radiofónico.
El tema logró obtener un éxito revolucionario y marcó diversas hazañas históricas. Debutó en la primera posición del Billboard Hot Country Songs, convirtiendo a Beyoncé en la primera artista femenina negra alcanzando el número uno del listado. Solo seis mujeres afroamericanas lograron posicionarse en el listado anteriormente, a pesar de ninguna sobrepasar el Top 20. De igual forma, Beyoncé logró ser la primera artista en general en alcanzar el número uno en siete listas de popularidad de Billboard: Hot 100, Hot Country Songs, Hot Dance/Electronic Songs, Hot Gospel Songs, Hot Latin Songs, Hot R&B Songs, y Hot R&B/Hip-Hop Songs.
La canción tuvo una apertura en la segunda posición del Billboard Hot 100, convirtiéndose en el décimo segundo sencillo de la cantante éxito en alcanzar las primeras diez posiciones del listado, y el mayor debut en la carrera de la intérprete con 19.2 millones de reproducciones, 4.8 millones en audiencia y 39 000 descargas entre el 11 y 15 de febrero de 2024. Durante su segunda semana, el tema se posicionó en el primer puesto del Hot 100 y acreditó a Beyoncé con su noveno número uno como solista, y la séptima artista en general de la historia con la mayor cantidad de semanas acumuladas en liderar el listado, con 47 semanas en total.

### Internacional
«Texas Hold 'Em» marcó una entrada en el puesto número cuatro del Billboard Global 200, con 31.9 millones de reproducciones y 48 000 descargas vendidas a nivel mundial, siendo su segundo posicionamiento dentro de las diez primeras posiciones desde la creación del listado, después de «Break My Soul» alcanzar el sexto lugar durante 2022.
El tema se colocó en la novena posición del UK Singles Chart con tan solo tres días de disponibilidad, siendo la entrada de mayor debut en el listado de la semana y siendo la vigésima segunda aparición solista dentro del Top 10 de Beyoncé en Reino Unido. En su segunda semana, escaló ocho posiciones y alcanzó la primera posición, siendo su sexto sencillo número uno en territorio británico, y el primero desde 2010 con «Telephone» junto a Lady Gaga.
En Australia, la canción tuvo una apertura en el puesto 38 del ARIA Top 100 Singles Chart, únicamente con tres días de estreno. A la semana siguiente, el tema ascendió 35 posiciones para alcanzar el número tres, convirtiéndose en el décimo sexto sencillo Top 10 de Beyoncé en el país y su posición más alta desde 2010 con «Telephone». En Nueva Zelanda, «Texas Hold 'Em» debutó en el puesto 26 y obtuvo el número uno a la semana siguiente, siendo el sexto tema de Beyoncé que lidera el Official New Zealand Music Chart, con «Perfect Duet» junto a Ed Sheeran en 2017 como su última primera posición.

## Créditos y personal
Créditos adaptados de Rolling Stone.
Intérpretes
- Beyoncé – coros, voz

Músicos
- Khirye Tyler – teclados
- Raphael Saadiq – bajo y batería
- Rhiannon Giddens – banjo y viola

## Posicionamiento en listas
| Listas (2024)                             | Mejor posición |
| ----------------------------------------- | -------------- |
| Alemania (Offizielle Deutsche Charts)     | 4              |
| Australia (ARIA)                          | 2              |
| Austria (Ö3 Austria Top 40)               | 2              |
| Bélgica (Flandes) (Ultratop 50)           | 1              |
| Bélgica (Valonia) (Ultratop 50)           | 2              |
| Brasil (Brasil Hot 100)                   | 40             |
| Canadá (Canadian Hot 100)                 | 1              |
| Croacia (HRT)                             | 1              |
| Dinamarca (Tracklisten)                   | 3              |
| Emiratos Árabes Unidos (IFPI)             | 15             |
| Eslovaquia (Singles Digitál Top 100)      | 22             |
| España (PROMUSICAE)                       | 47             |
| Estados Unidos (Billboard Hot 100)        | 1              |
| Francia (SNEP)                            | 6              |
| Grecia (IFPI)                             | 33             |
| Irlanda (IRMA)                            | 1              |
| Islandia (Plötutíðindi)                   | 1              |
| Italia (FIMI)                             | 47             |
| Japón Hot Overseas (Billboard Japan)      | 1              |
| Letonia (LAIPA)                           | 15             |
| Lituania (AGATA)                          | 17             |
| Luxemburgo (Billboard)                    | 4              |
| Nigeria (TurnTable Top 100)               | 28             |
| Noruega (VG-lista)                        | 4              |
| Nueva Zelanda (Recorded Music NZ)         | 1              |
| Países Bajos (Mega Single Top 100)        | 1              |
| Países Bajos (Dutch Top 40)               | 3              |
| Polonia (Streaming Top 100)               | 39             |
| Portugal (AFP)                            | 14             |
| Reino Unido (UK Singles Chart)            | 1              |
| República Checa (Singles Digitál Top 100) | 35             |
| Sudáfrica (Billboard)                     | 10             |
| Suecia (Sverigetopplistan)                | 2              |
| Suiza (Schweizer Hitparade)               | 2              |

## Historial de lanzamiento
| Región         | Fecha                 | Formato(s)                  | Discográfica(s)   | Ref.   |
| -------------- | --------------------- | --------------------------- | ----------------- | ------ |
| Varios         | 11 de febrero de 2024 | Descarga digital streaming  | Parkwood Columbia | [ 90 ] |
| Estados Unidos | 13 de febrero de 2024 | Contemporary hit radio      | Columbia          | [ 90 ] |
| Estados Unidos | 13 de febrero de 2024 | Country radio               | Columbia          | [ 90 ] |
| Estados Unidos | 13 de febrero de 2024 | Rhythmic contemporary radio | Columbia          | [ 90 ] |
| Italia         | 12 de febrero de 2024 | Radio airplay               | Sony Italy        | [ 90 ] |